# Pohorany (rejon wołkowyski)
Pohorany (biał. Пагараны; ros. Погораны) – wieś na Białorusi, w obwodzie grodzieńskim, w rejonie wołkowyskim, w sielsowiecie Krasne Sioło.
W dwudziestoleciu międzywojennym leżały w Polsce, w województwie białostockim, w powiecie wołkowyskim, w gminie Roś.